# 欧洲狼蜂
歐洲狼蜂（Philanthus triangulum），又名三角泥蜂，是一種獨行蜂，分佈在歐洲及北非。成蟲是植食性的，主要吃花蜜及花粉。牠們被稱為狼蜂是因為懷孕的雌蜂會捕獵西方蜜蜂，將其痲痺，收藏在細小的地牢中，並將卵產在此地牢中，作為幼蟲出生後的食物。所有大頭泥蜂屬的成員都會獵食多種蜜蜂，但只有歐洲狼蜂只捕獵西方蜜蜂。

## 現時狀況

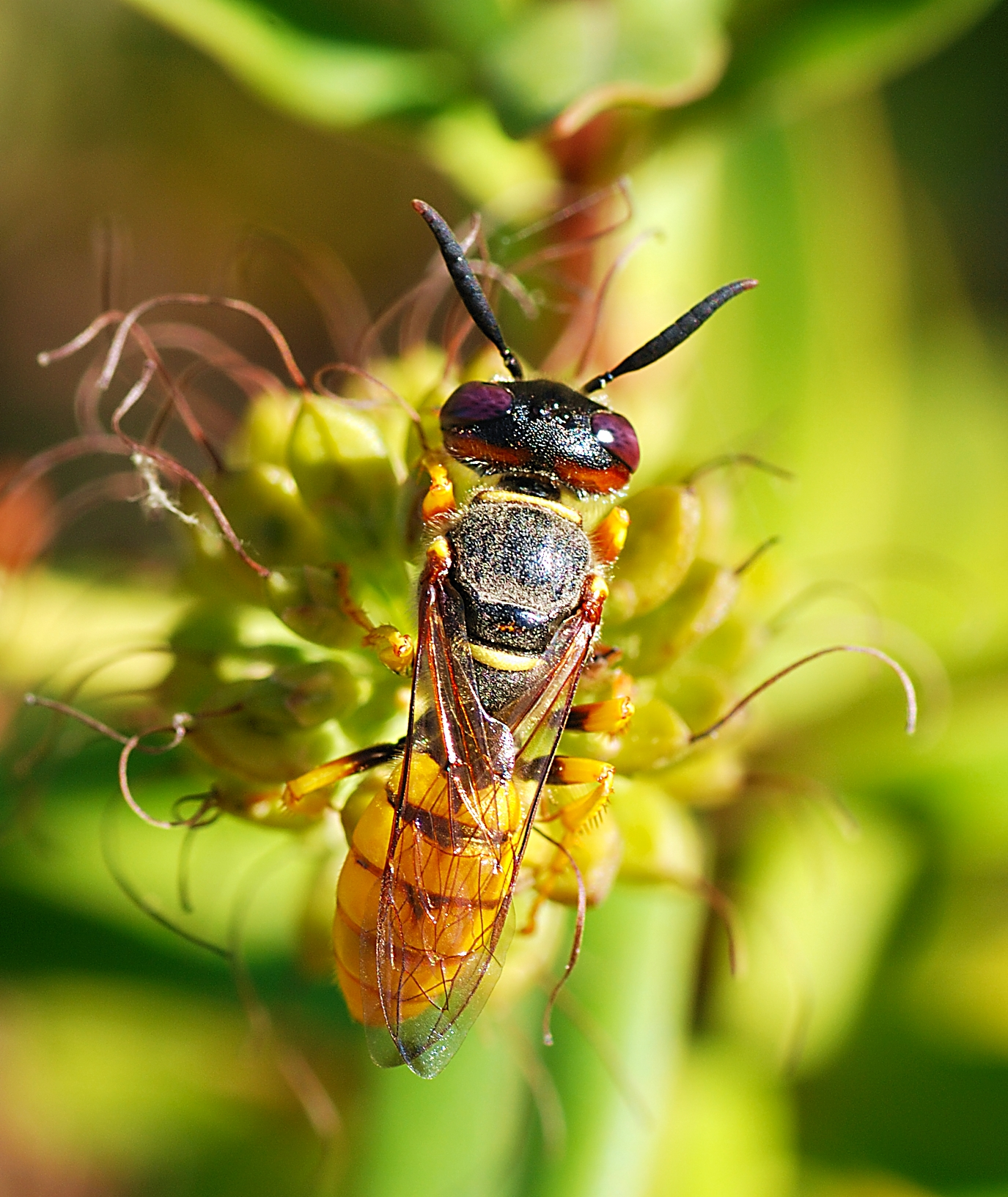
歐洲狼蜂的頂部。

歐洲狼蜂在英國曾一度變得很稀有，只有在懷特島郡及薩福克郡出現。牠們已擴展了其分佈地，直至北方的約克郡，且數量亦有所增加。牠們的狀況屬於易危，但因其分佈地及數量的增加，有可能會改變的狀況。

## 外部連結
- Biology of the European beewolf
- Semiochemicals of Philanthus triangulum, the European beewolves （页面存档备份，存于）
- Bee-killer wasps
- Evolution of the sex pheromone of male European beewolves